# 水野祐希
水野 祐希（みずの ゆうき、1987年6月9日 - ）は、愛知県春日井市出身のプロ野球選手（捕手）、野球指導者。

## 来歴・人物

### プロ入り前
東邦高等学校時代には、木下達生とバッテリーを組む一方で、3年生になった2005年に主将を務めた。同年の第77回選抜高等学校野球大会では、チームのベスト8進出に貢献。3月27日の対育英高等学校戦では、0対0で迎えた延長10回裏2死1塁で迎えた打席で、若竹竜士からサヨナラ三塁打を放った。同年夏のAAAアジア選手権では、日本代表の副主将に選ばれている。
2005年10月3日の高校生ドラフトにて東京ヤクルトスワローズからの4位指名を受け、入団。また水野とバッテリーを組んだ木下も、日本ハムからの3位指名を受けた。

### ヤクルト時代
プロ1年目の2006年シーズンは、二軍で体力作りに専念。一軍への昇格機会はなく、イースタン・リーグの公式戦でも18試合の出場にとどまった。しかし、4月18日のイースタン・リーグの対日本ハム戦の代打で、プロ初打席初安打を記録。レギュラーシーズン終了後、フェニックスリーグへの派遣メンバーに入った。
2008年シーズンには、イースタン・リーグ公式戦48試合に出場。打率こそ.183と伸び悩んだが、捕手としては衣川篤史と並ぶチームトップの43試合でマスクをかぶって、守備率.991と記録した。
2009年シーズンには、同じ捕手の中村悠平や新田玄気が入団した影響で、イースタン・リーグ公式戦でわずか13試合の出場にとどまった。
2010年シーズン以降は、イースタン・リーグ公式戦への出場機会が少ないもののプロ初本塁打を放つなど打撃面で成長を見せていた。
2012年シーズンには、プロ入り後初めて、一軍の春季キャンプメンバーに選出。
2013年シーズンには、10月1日に球団から戦力外通告を受けた。
2014年シーズンから二軍のスタッフとして、球団に残る。2018年シーズンまで二軍マネージャー、副寮長を務めたのち退団。

### ヤクルト退団後
2021年から福岡で室内練習場「ボールハウス」にて野球教室を始める。2022年より同年発足した女子硬式野球クラブチームである九州ハニーズ（KMGホールディングススポンサー）のバッテリーコーチに就任することが発表された。
2024年6月7日、九州アジアリーグ（ヤマエグループ 九州アジアリーグ）の準加盟球団である佐賀インドネシアドリームズのコーチに就任したことが発表された。7月19日に、兼任コーチとして現役復帰することが明らかにされた。捕手として3試合に出場し、計3打席に立ったが安打は記録できなかった。佐賀インドネシアドリームズは、2025年1月23日に「佐賀アジアドリームズ」に球団名を変更している。

## 詳細情報

### 年度別打撃成績
- 一軍公式戦出場なし

### 背番号
- 59 （2006年 - 2013年、2025年）
- 11 （2024年）